# Eiphosoma laphygmae
Eiphosoma laphygmae là một loài tò vò trong họ Ichneumonidae.